# Farchor
Farchor (tádžicky Фархор, rusky Пархар, persky فارخر‎) je sídlo městského typu v jihozápadním Tádžikistánu, na samotné hranici s Afghánistánem. Je hlavním městem svého okresu který existuje v rámci Chatlonského vilájetu. V roce 2020 zde dle odhadů žilo 25 300 obyvatel a roku 2022 potom 27 700 lidí.

## Přírodní poměry a poloha
Město se rozkládá cca 122 km jihovýchodně od hlavního města státu, Dušanbe. Farchorem protéká řeka Pandž, která tvoří hranici mezi Tádžikistánem a Afghánistánem. Západně od něj teče potom řeka Surchor, obě se stékají jižně od Farchoru. Město vyplnilo prostor v úrodné krajině u soutoku obou řek. Ze severu jej ohraničuje náhorní plošina.
Pod samotné město spadá ještě několik okolních vesnic.

## Historie

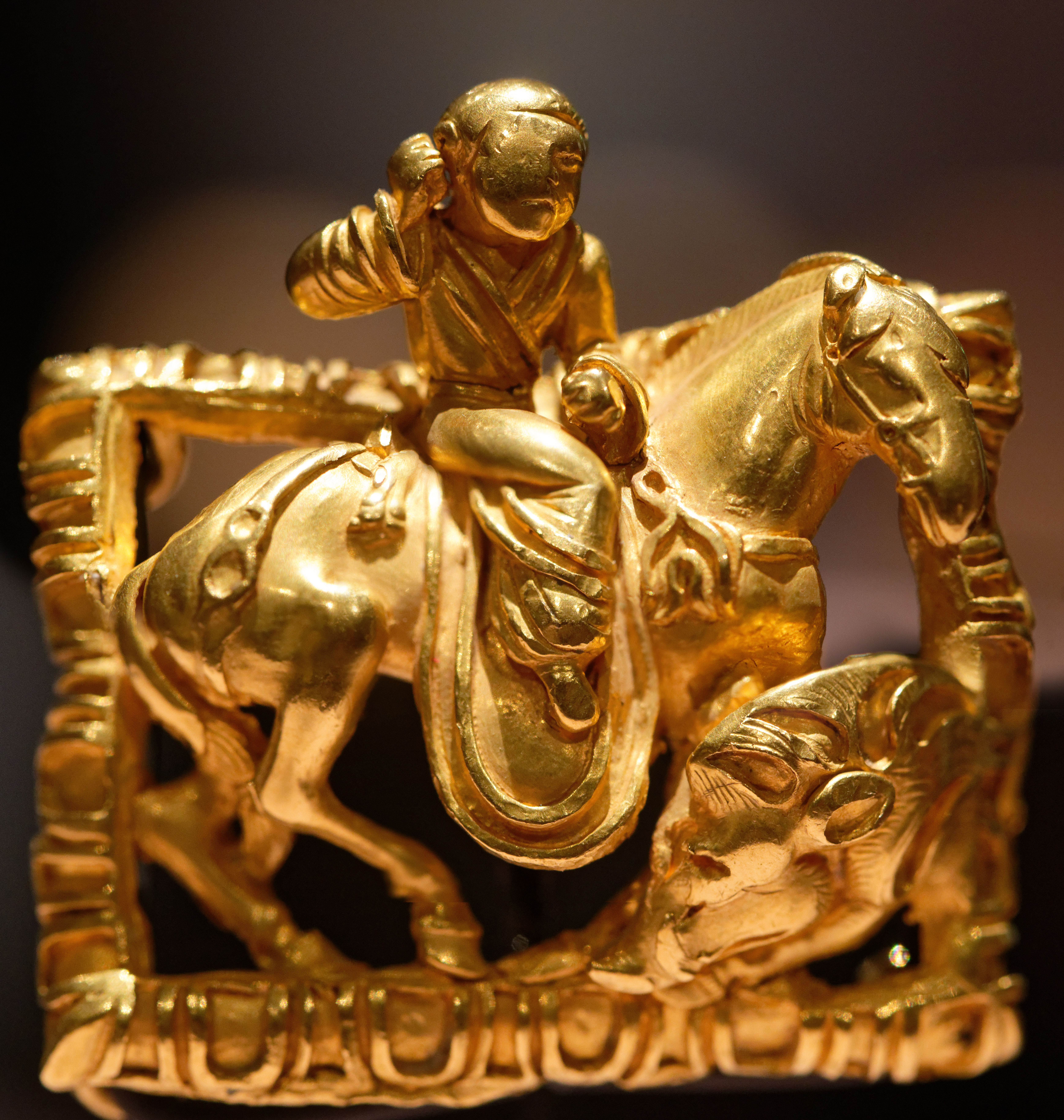
Nález z nedalekého archeologického naleziště.

Severně od města se rozkládá lokalita Saksanochúr. Zmiňováno je v eposu Šáhnáme. Lokalita je osídlená nejspíše přes 4000 let.
Sídlo bylo známé už v 10. století, a to díky místní zemědělské produkci a řemeslníkům. Střed současného města pochází nicméně ze století sedmnáctého.
V březnu 1921 sem vstoupila Rudá armáda. V celých 20. letech zde ale působil ozbrojený odpor. Mnoho místních v této době uprchlo přes řeku do sousedního Afghánistánu. Časté bylo vysidlování a přesidlování lidí v této době. Současné administrativní členění a status Farchoru jako okresního města bylo potvrzeno v 30. letech 20. století. 
Vzhledem ke své odlehlosti se město nikdy nedočkalo významnějšího hospodářského rozvoje. Ve 20. století se v okolí města pěstovala především bavlna, ačkoliv v lokalitě je typický nedostatek vody. Zavlažovací systém byl zbudován v roce 1964. Postaveny byly nicméně široké třídy ve středu města; vznikl dům kultury, městský park a nemocnici.
Tádžická vláda se snaží drobnými projekty zlepšovat životní úroveň v oblasti. Pěstování bavlny zde probíhá i v současnosti.

## Klimatické poměry
Ve městě byla naměřena dne 8. července 2021 rekordní teplota a to 44,4 °C. 

## Zajímavosti
4 km jihozápadně od města se nachází Letecká základna Farchor. Jako jedinou v zahraničí ji využívá indické letectvo.
Na území okresu se nachází 33 historických kulturních památek. V lokalitě probíhá řada archeologických průzkumů, které dokládají starobylost lokality a způsob života místních obyvatel.

## Doprava
Do Farchoru vede silnice RB08 celostátního významu, která vede Farchorem od severu na jih. Do města nevede železniční doprava a řeka není splavná.

## Sport
Ve městě sídlí fotbalový tým Chosilot Farchor, který hraje první fotbalovou ligu v zemi.